# Sudervė

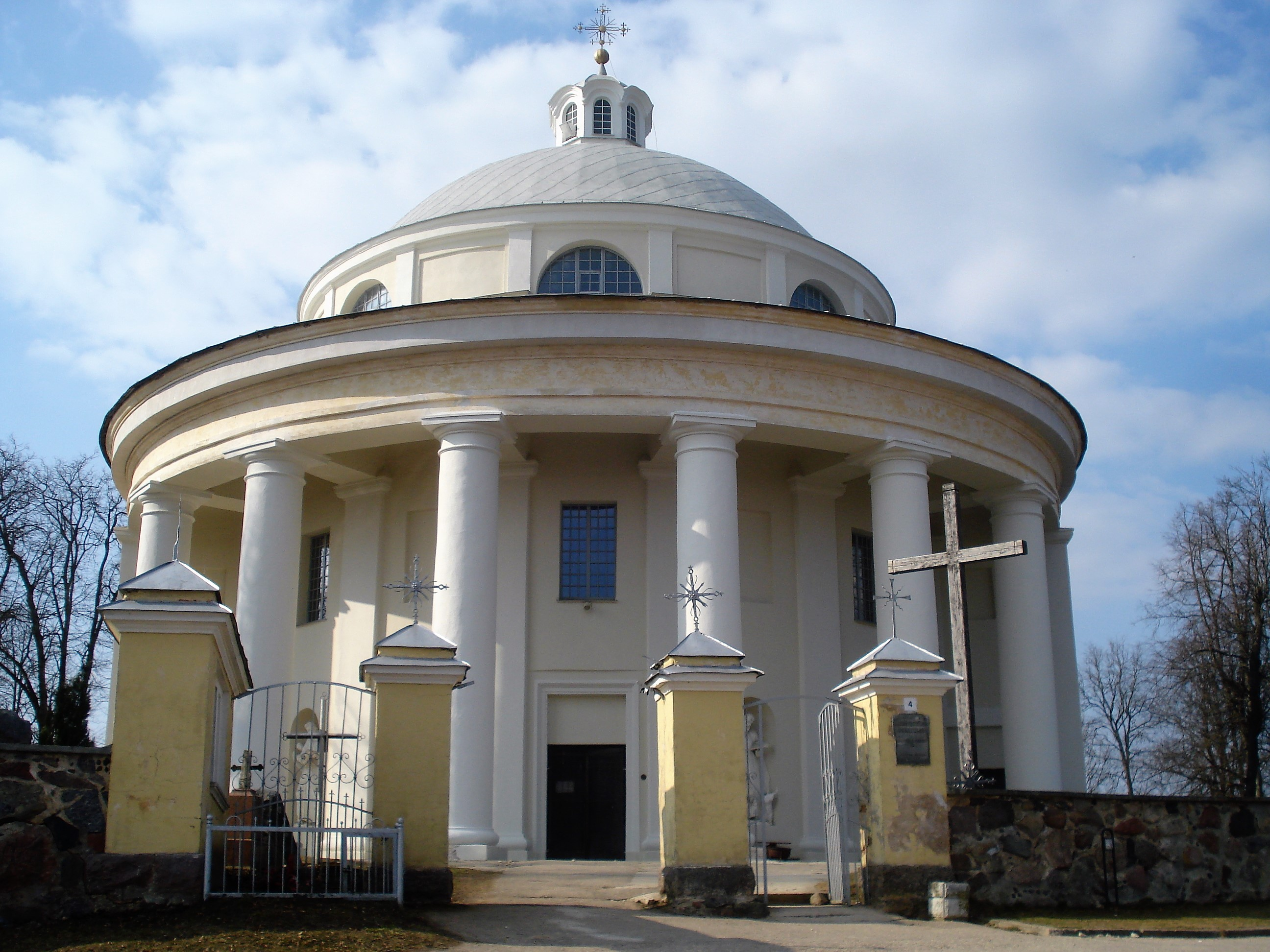
Kirche

Sudervė ist ein Dorf mit 591 Einwohnern in der Rajongemeinde Vilnius, nordwestlich von der litauischen Hauptstadt Vilnius, 8 km von der Autobahn  Vilnius–Panevėžys (Magistralinis kelias A2), am Fluss Sudervėlė (rechter Nebenfluss der Neris). Sudervė wurde  1493  urkundlich erwähnt. Es ist das Zentrum des gleichnamigen Amtsbezirks. Es hat zwei Unterbezirke. Es gibt eine Hauptschule, eine Grundschule,  eine katholische Kirche (ein Baudenkmal, klassizistischer Kirchenbau aus dem beginnenden 19. Jahrhundert).